# EC Flamengo
Der Esporte Clube Flamengo, in der Regel nur kurz Flamengo do Piauí genannt, ist ein Fußballverein aus Teresina im brasilianischen Bundesstaat Piauí.

## Erfolge
Männer:
- Staatsmeisterschaft von Piauí: 1939, 1942, 1944, 1945, 1946, 1964, 1965, 1970, 1971, 1976, 1979, 1984, 1986, 1987, 1988, 2003, 2009
- Staatspokal von Piauí: 2008, 2009, 2012, 2013

Frauen:
- Staatsmeisterschaft von Piauí: 2011

## Stadion
Der Verein trägt seine Heimspiele im Estádio Governador Alberto Tavares Silva, auch unter dem Namen Albertão bekannt, in Teresina aus. Das Stadion hat ein Fassungsvermögen von 52.296 Personen.

## Spieler
Stand: 18. Juni 2021
| Nr. |           | Position | Name             |
| --- | --------- | -------- | ---------------- |
|     | Brasilien | TW       | Tom              |
|     | Brasilien | TW       | Hugo             |
|     | Brasilien | TW       | Wallace          |
|     | Brasilien | AB       | Jeferson Tamare  |
|     | Brasilien | AB       | Durkheim         |
|     | Brasilien | AB       | Toninho Baiano   |
|     | Brasilien | AB       | Raimundo Barata  |
|     | Brasilien | AB       | Audálio          |
|     | Brasilien | AB       | Júnior Tatu      |
|     | Brasilien | AB       | Ricardo          |
|     | Brasilien | AB       | Everton          |
|     | Brasilien | AB       | Diego Macedo     |
|     | Brasilien | MF       | Gustavo Henrique |
|     | Brasilien | MF       | Victor Palito    |
|     | Brasilien | MF       | Wembley          |
|     | Brasilien | MF       | Joao Paulo       |

| Nr. |           | Position | Name            |
| --- | --------- | -------- | --------------- |
|     | Brasilien | MF       | Juninho Pindaré |
|     | Brasilien | MF       | Abraão          |
|     | Brasilien | MF       | Carlos          |
|     | Brasilien | MF       | João Guilherme  |
|     | Brasilien | MF       | Inácio          |
|     | Brasilien | MF       | Mauro Gabriel   |
|     | Brasilien | MF       | Mário Neto      |
|     | Brasilien | MF       | Wallace         |
|     | Brasilien | ST       | Marciano        |
|     | Brasilien | ST       | Fábio Júnior    |
|     | Brasilien | ST       | Cassiano        |
|     | Brasilien | ST       | Levi            |
|     | Brasilien | ST       | Ebinho          |
|     | Brasilien | ST       | Dudu Pedrotti   |
|     | Brasilien | ST       | Cleiton         |

## Trainerchronik
| Trainer      | Nation    | von              | bis            |
| ------------ | --------- | ---------------- | -------------- |
| Athirson     | Brasilien | 27. Oktober 2015 | 20. April 2016 |
| Aníbal Lemos | Brasilien | 2021             | heute          |